# Serge Panizza
Serge René Panizza (ur. 19 listopada 1942 w Paryżu, zm. 24 marca 2016 w Reims) – francuski szablista, dwukrotny medalista mistrzostw świata.
Podczas mistrzostw świata w Moskwie w 1966 roku Francuzi w składzie: Claude Arabo, Jacques Lefèvre, Serge Panizza, Marcel Parent i Bernard Vallée zdobyli drużynowo brązowy medal. Wynik ten Francuzi z Panizzą w składzie powtórzyli na mistrzostwach świata w Montrealu rok później.
Wystartował na igrzyskach olimpijskich w Meksyku w 1968 roku, gdzie drużynowo był czwarty, a indywidualnie odpadł w rundzie eliminacyjnej. Brał też udział w igrzyskach olimpijskich w Monachium w 1972 roku, zajmując drużynowo siódme miejsce.